# Neolamprologus savoryi
Neolamprologus savoryi är en fiskart som först beskrevs av Poll, 1949.  Neolamprologus savoryi ingår i släktet Neolamprologus och familjen Cichlidae. IUCN kategoriserar arten globalt som livskraftig. Inga underarter finns listade i Catalogue of Life.